# Haltdalen stavkirke
Haltdalen stavkirke er en stavkirke fra 1170, som i dag står på Trøndelag Folkemuseum, i byområdet Sverresborg i Trondheim.
Kirken, som er udstillet på museet, er en konstruktion af to kirker, fra Haltdalen og Ålen. I og med sammenbygningen bliver den nogle gange refereret til som "Holtålen stavkirke". Den vestre væg og portalen er fra Ålen stavkirke.
Dette er den eneste stavkirken af den øst-skandinaviske enkeltnavstypen, som er bevaret.
Der er blevet givet en kopi af kirken til Island i forbindelse med 1000-årsjubilæet for kirken i Norge og Island kaldet Heimaey stavkirke. Ligeledes er der bygget en kopi af kirken med svalegange, som blev opført ved den gamle kirkegård i Haltdalen i årene 2003-2004.